# Carl Gustaf Pilo
Carl Gustaf Pilo, (Göksätter, Runtuna, Södermanland, 1711. március 5. – Stockholm, 1793. március 2.) svéd festő.

## Élete és munkássága
Apja Lengyelországból származott, de már Svédországban született. Pilo az akkoriban létrehozott stockholmi Festészeti és Szobrászati Akadémián tanult, mestere volt Arenius is, majd Németországban folytatta tanulmányait. 1740 és 1772 között Dániában élt és alkotott, ahol udvari festő és az akadémia igazgatója lett. Több ismert képet készített V. Frigyes dán királyról és családjáról.
III. Gusztáv svéd király 1772-es államcsínye után a dánok ellenségesen viselkedtek a svédekkel, ezért Pilónak hazájába kellett menekülnie. Először Nyköpingben telepedett le. 1773-ban a stockholmi Festészeti és Szobrászati Akadémia tagja, majd 1778-tól annak igazgatója lett. A király megkereste őt azzal a feladattal, hogy fesse meg a koronázását. Pilo ki akart térni a feladat elől, mert nem volt jelen az eseményen, és nem is szokott csoportképeket festeni. De a király ragaszkodott hozzá, hogy készítsen egy olyan képet, mint amit David Klöcker Ehrenstrahl festett Drottningholmban XI. Károly koronázásáról. Pilo 1782-től 1793-ig dolgozott a képen, de nem készült el vele teljesen. A képen aszfaltszármazékokból készült festékkel is kísérletezett, ami miatt az erősen repedezik. A festmény ennek ellenére a svéd festészet egyik csúcspontja, a stockholmi Nemzeti Múzeumban látható.
Pilo a kor legnagyobb svéd festője volt, a kolorizmus képviselője, aki sokat merített Rembrandt és a Velencei iskola munkásságából.

## Emlékezete
A svéd posta három alkalommal is adott ki bélyeget festményeinek felhasználásával.
Södra Ängbyben, Stockholm híres, védett villanegyedében utat neveztek el róla.

## Családja
Apja, Olof Pilo (1668-1753) és fivére, Jöns Pilo (1707-1793?)) is festő volt, de nála lényegesen kisebb sikerrel.

## Képeiből

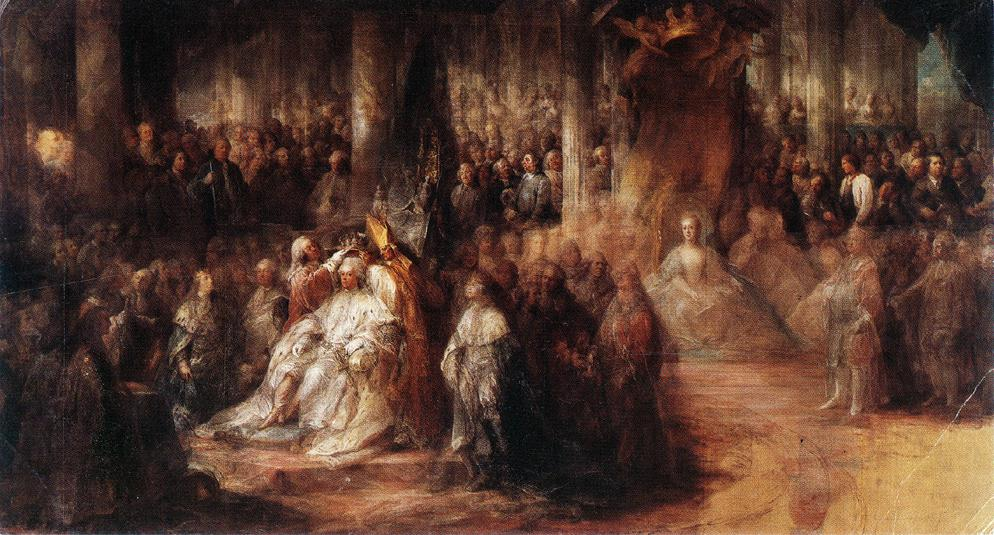
III. Gusztáv megkoronázása, 1782-1793
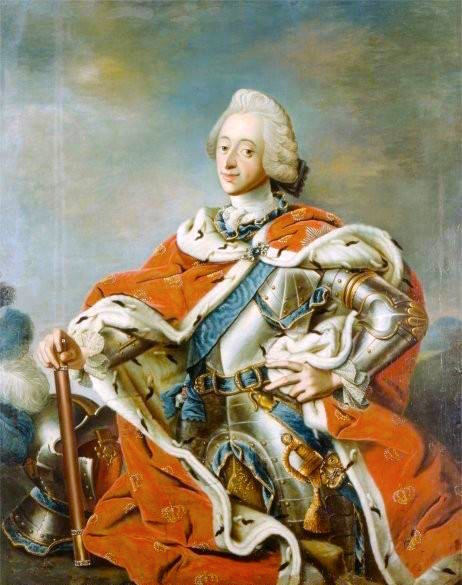
V. Frigyes dán király, 1755 körül
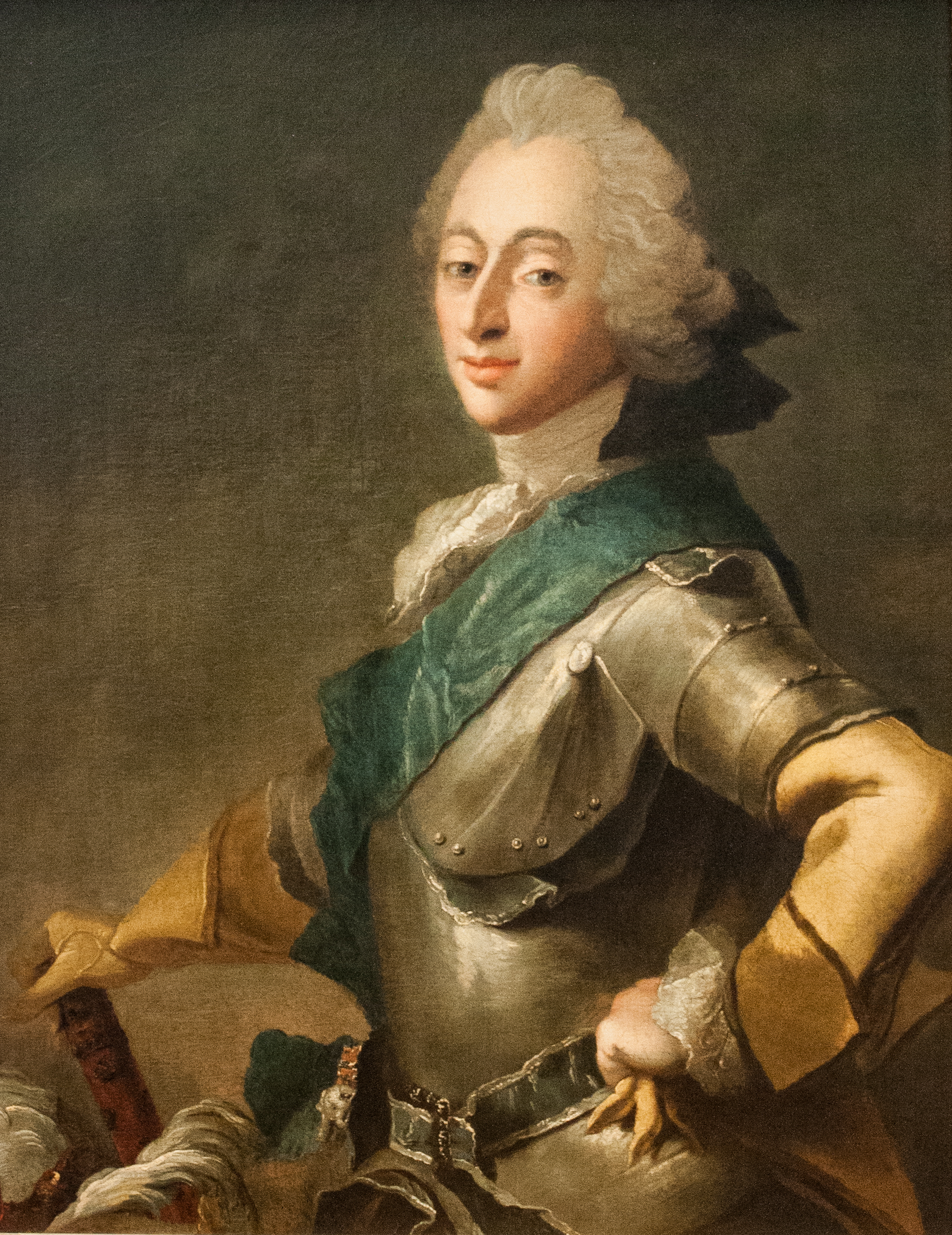
V. Frigyes dán király
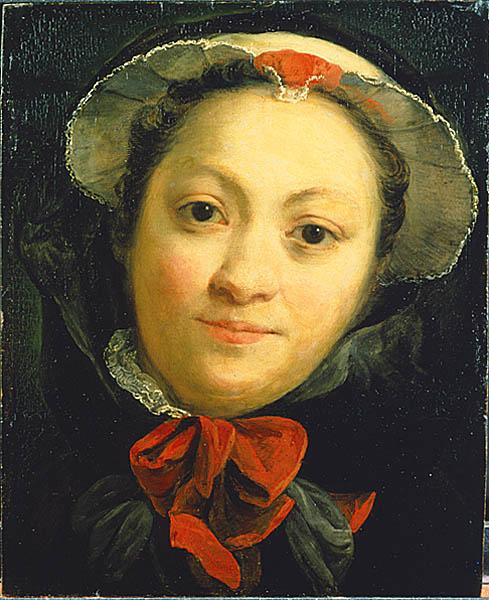
Charlotta Pilo, 1756

## Fordítás
- Ez a szócikk részben vagy egészben a Carl Gustaf Pilo című svéd Wikipédia-szócikk ezen változatának fordításán alapul.  Az eredeti cikk szerkesztőit annak laptörténete sorolja fel. Ez a jelzés csupán a megfogalmazás eredetét és a szerzői jogokat jelzi, nem szolgál a cikkben szereplő információk forrásmegjelöléseként.